# Фазомер
Фазомерът е уред за измерване на фактора на мощността (cosφ) в ел.уредби за променлив ток с промишлена честота или за измерване на разликата във фазите на синусоидални ел.сигнали в устройства с висока честота.
Често в практиката неправилно се използва наименованието фазомер за индикаторите (тестери) на напрежение, които най-често представляват лампа с тлеещ разряд, поставена в прозрачен корпус, комбиниран с или наподобяващ отвертка.

## Класификация
Фазомерите могат да бъдат разделени в следните групи:
- аналогови, които най-често използват електромеханични стрелкови уреди за показване на измерваната величина;
- цифрови, в които измерваната величина се преобразува в цифров вид и се показва от цифров дисплей.

## Конструкции
Аналоговите фазомери се конструират най-често от електродинамична система.
Електродинамичните фазомери (или измерители на cosφ) са от логометрична електродинамична система, тъй като нямат механично устройство за създаване на съпротивителен момент. Могат да бъдат трифазни или еднофазни. Те съдържат една токова и две напрежителни намотки.

Съществуват т.нар. векторметри за ниски честоти, 
 които представляват електромеханични измервателни уреди за определяне на амплитудата или ефективната стойност и началната фаза на синусоидални напрежения и токове с честоти от порядъка на 50 Hz до 100 Hz. Те също се използват за определяне на фазова разлика.
За измерване на cosφ се използват също цифрови измервателни уреди с различни конструкции.
За измерване на фазова разлика при по-високи честоти се използват електронни уреди (които имат по-комплексно приложение от измерване на фазова разлика), както аналогови, така и цифрови.